# Bundeswehr aktuell
Bundeswehr aktuell war die interne Wochenzeitung der Bundeswehr. Sie wurde vom Presse- und Informationsstab des Bundesministeriums der Verteidigung (AB 3) herausgegeben und behandelte verschiedenste aktuelle Themen, die im weitesten Sinne in den Interessenbereich der deutschen Streitkräfte fielen. So wurden naturgemäß hauptsächlich sicherheitspolitische und Bundeswehr-interne Ereignisse behandelt, im August 2005 erschien aber beispielsweise auch ein Artikel über die Wikipedia.

## Geschichte
Am 1. Juli 1965 erschien die erste Zeitung der Bundeswehr unter dem Titel „Mitteilungen für den Soldaten“ als Wandzeitung, die am „Schwarzen Brett“ ausgehängt wurde. Sie erschien täglich von Dienstag bis Samstag. Im April 1971 erhielt die Zeitung dann ihren heutigen Namen, „Bundeswehr aktuell“. Im Jahre 1988 wurde sie dann endgültig zur „richtigen“ Zeitung und erschien ab dem Zeitpunkt zweimal wöchentlich. Die Rubriken der vierseitigen Ausgabe lauteten: Berichte, Meldungen, Forum und Vermischtes.
Ab 1997 wurde auf das letzte Format umgestellt: Eine farbige Wochenzeitung im Magazinformat, in der auf 16 Seiten die Bereiche Politik, Hintergrund, Streitkräfte und Sport behandelt werden. Die Zeitung wird durch die wahlweise erscheinenden Rubriken Medien, Wirtschaft, Buchkritik, Film und Musik, sowie dem Personalbogen und einem „Hägar“-Comicstreifen auf der letzten Seite abgerundet.
Die Redaktion bestand aus vier festen Mitarbeitern. Neben einem militärischen Chefredakteur arbeiteten drei zivile Redakteure für die Zeitung.
Am 26. November 2018 erschien die letzte Ausgabe der Zeitung.

## Daten und Fakten
- Umfang: 16 Seiten
- Erscheinungsort: Berlin; die Zeitung wurde an alle Standorte und Dienststellen der Bundeswehr im In- und Ausland verteilt. Sie war nicht am Kiosk erhältlich.